# Daihatsu Opti
Daihatsu Opti (яп. ダイハツ・オプティ) — городской автомобиль (кей-кар) производства Daihatsu. Производился с 1992 по 2002 годы. Он был доступен с бензиновыми двигателями объёмом 660 см³ и полным либо передним приводом. Автомобиль является вариантом от Daihatsu Mira.

## Первое поколение
Первое поколение Daihatsu Opti было представлено в январе 1992 года. В 1991 году, на Токийском автосалоне был показан прототип автомобиля Х-409. Он заменил своим приходом модель Daihatsu Leeza. Платформой для автомобиля служило шасси L200 автомобиля Daihatsu Mira. Изначально автомобиль был доступен в кузове трёх-дверного хетчбэка, а с 1993 года появился и пяти-дверный хетчбэк. В мае 1994 года появилась Pico S, 3-дверная версия с четырёх-ступенчатым автоматом. В 1996 году появилась классическая серия ретро-стилизованных автомобилей Classic. Версия Opti Club Sport появлялась в Gran Turismo 2. Эта версия появилась в августе 1997 года и была оборудована спойлером и антенной на крыше, специальной полосой и черными или серыми кожаными сиденьями. FF, 4WD как только три двери. В ноябре 1998 года, производство первого поколения закончилось.

### YM Mobilemates ami
YM Mobilemates, филиал Yamaha Motor Company, объявил о начале производства ami, микро-купе, вдохновленное дизайном Ferrari F40. Модель ami была вариантом Opti со среднемоторной компоновкой. Автомобиль имел тот же двигатель, 12-клапанный SOHC/DOHC мощностью 55 л.с. Его стоимость составляла ¥2150000~2545000, что было равно стоимости трёх стандартных автомобилей Opti. Планировалось выпустить 600 единиц, однако заказано было всего 3 автомобиля. Автомобили ami продавались только в столичном регионе Японии.

## Второе поколение
Второе поколение Daihatsu Opti появилось в ноябре 1998 года. Платформой для него стало шасси L500 от автомобиля Daihatsu Mira. Он был доступен как четырёхдверный седан в двух разных стилях — Opti и Opti Classic (запущен в 2000 году). Производство второго поколения было прекращено в 2002 году, но замена появилась только в 2005 году — Daihatsu Esse. Модель представительского класса, названная Opti Aerodown Beex, продавалась только в Японии.
Daihatsu Opti оснащался трёхцилиндровыми моторами объёмом 660 кубиков (45–64 л.с.) Коробки передач — механическая или автоматическая, привод — передний или полный.
Специальные серии включают две модели: Bikusu L selection (показана в июне 1999 года) и Classic S Edition (показана в июне 2000 года).